# あさづきかなみ
あさづき かなみは、静岡県出身の振付師。血液型A型。

## 振付代表作品

### TV
- 未解決の女 テレビ朝日
- 「サイン―法医学者 柚木貴志の事件―」テレビ朝日
- 「ドクターX ～外科医・大門未知子～」テレビ朝日
- 女囚セブン テレビ朝日
- 「五年目のひとり」テレビ朝日
- 「DOCTORSスペシャル」テレビ朝日
- 「私の嫌いな探偵」テレビ朝日
- 「三億円事件」テレビ朝日
- 「匿名探偵」テレビ朝日
- 「Wの悲劇」テレビ朝日
- 「都市伝説の女」テレビ朝日
- 「13歳のハローワーク」テレビ朝日
- 「アスコーマーチ」テレビ朝日
- 「特命係長　只野仁」テレビ朝日
- 「女帝　薫子」テレビ朝日
- 「オトコの子育て」テレビ朝日
- 「シャワーGirl!」テレビ朝日
- 「名探偵ステイホームズ」 NTV 日英共同制作
- FAKE MOTION -卓球の王将- NTV
- 「貴族誕生 -PRINCE OF LEGEND-」NTV
- 「家売るオンナの逆襲」NTV
- 「PRINCE OF LEGEND」NTV
- 「ドルメンX」NTV
- 「トドメの接吻」NTV
- 「時をかける少女」NTV
- 「レンタル救世主」NTV
- 「ヒガンバナ」NTV
- お兄ちゃん、ガチャ NTV
- 「マジすか学園4」NTV
- 「明日、ママがいない」NTV
- 「ドン・キホーテ」NTV
- 「デカ007」NTV
- 「華麗なるスパイ」NTV
- 「ハリ系」NTV
- 「愛情イッポン!」NTV
- 「GTO」フジテレビ
- 「ジェネラル・ルージュの凱旋」フジテレビ
- 「あしたの、喜多善男」フジテレビ
- 「鬼嫁日記　いい湯だな」フジテレビ
- 「ブスの瞳に恋してる」フジテレビ
- 「鬼嫁日記」フジテレビ
- 「アットホーム.ダッド」フジテレビ
- 「傷だらけのラブソング」フジテレビ
- 「曲がり角の彼女」フジテレビ
- 「明日の光をつかめ2」フジテレビ
- 「明日の光をつかめ－2013夏－」フジテレビ
- 「ホテルコンシェルジュ」TBS
- 「アゲイン!!」TBS
- 「おひとりさま」TBS
- 「ドラゴン桜」TBS
- 「ヨイショの男」TBS
- サイレント・ヴォイス 行動心理捜査官・楯岡絵麻Season2 BSテレ東
- 「浅田次郎～プリズンホテル」BSジャパン
- 二つの祖国 テレビ東京
- 「週刊真木よう子」テレビ東京
- 「湯けむりスナイパー」テレビ東京
- 「定年女子」NHK
- 「スリル!～赤の章・黒の章～」NHK
- 「福家警部補の挨拶～オッカムの剃刀～」NHK

### CM
- 「ANA」

### 映画
- 「貴族降臨 -PRINCE OF LEGEND-」
- 「PRINCE OF LEGEND／プリンスオブレジェンド」
- 「ねことじいちゃん」
- 「未成年だけどコドモじゃない」
- 「PARKS」
- 「僕たちと駐在さんの700日戦争」
- 「ゴースト.シャウト」
- 「旅立ち～足寄より」

### コンサート
- 山本リンダ35周年全国ツアー

### ネットドラマ
- 「東京ヴァンパイアホテル」Amazonプライム
- 「ラブ.コレ」GyAO

### 舞台
- ミスインターナショナル2008
- トニー田中杯　全国理美容選手権大会2009、2010

## 振付補及び振付指導

### TV
- 「紅白歌合戦」NHK
- 「音楽の楽園」NHK-BS
- 「みなさんのおかげでした」フジテレビ
- 「めちゃ2イケてるッ」フジテレビ
- 「HeyHeyHey！」フジテレビ
- 「笑う犬の冒険」フジテレビ
- 「新春かくし芸大会」フジテレビ
- 「しのぶまちゃみショー05」フジテレビ
- 「奥様は魔女スペシャル」TBS
- 「三億円事件」日本テレビ

### CM
- サントリーなっちゃん

### PV
- D-BOYS　中村優一

### コンサート
- K.KOJI（フォーリーブス北公次）

## 出演

### ドラマ
- 「慶次郎縁側日記3」NHK　長屋の女役
- 「ドン・キホーテ」日本テレビ　サルサダンス教室講師役
- 「鬼嫁日記　いい湯だな」フジテレビ　女流カメラマン役
- 「ブスの瞳に恋してる」フジテレビ　テアトルワールド講師役
- 「アットホーム・ダッド」フジテレビ　光幼稚園教諭役
- 「傷だらけのラブソング」フジテレビ　養成所講師役
- 「金田一耕介シリーズ　女王蜂」フジテレビ
- 「匿名探偵」テレビ朝日　アイドル振り付け指導者役
- 「13歳のハローワーク」テレビ朝日　第6話ホストクラブ客役
- 「オトコの子育て」テレビ朝日　フラダンス講師役
- 「特命係長　只野仁」テレビ朝日　主婦役

### CM
- サントリーなっちゃん
- NTTドコモ

### DVD・PV
- JUJU
- MINMI
- SMAP
- NORITAKE　GUIDO 1　(木梨憲武ソロライブ)

### 歌番組
- 「NHK紅白歌合戦」
- 「ミュージックステーション」
- 「ポップジャム」
- 「ふたりのビッグショー」
- 「夜もヒッパレ」
- 「思い出のメロディー」

### バラエティー
- 「PRIDO男祭り2005－頂　ITADAKI－」
- 「バク天」
- 「SMAP×SMAP」
- 「めちゃ2イケてる！」
- 「エンタの神様」

### 舞台・コンサート・ライブ
- 「世界ガス会議ｵｰﾌﾟﾆﾝｸﾞｱｸﾄ　宮沢賢治「銀河鉄道の夜」」
- 「プリンセス天功イリュージョン」
- 「ジャニーズミュージカル　KYO　TO　KYO」
- 「幸せ色の青い空（手話入りミュージカル）」青い妖精役
- 「NORITAKE　GUIDO 1」(木梨憲武ソロライブ)